# 1272 Gefion
Gefion è un asteroide della fascia principale. Scoperto nel 1931, presenta un'orbita caratterizzata da un semiasse maggiore pari a 2,7843941 UA e da un'eccentricità di 0,1521086, inclinata di 8,42755° rispetto all'eclittica.
Stanti i suoi parametri orbitali, è considerato il prototipo della famiglia Gefion di asteroidi.
Il suo nome deriva dalla figura mitologica di Gefjun.